# Luis Vargas Rosas
Luis Vargas Rosas (Osorno, 18 de octubre de 1897 - Santiago, 6 de septiembre de 1977) fue un pintor chileno, fundador del grupo Montparnasse, considerado como el primer abstraccionista en su país.

## Biografía
Después de pasar en 1915 por la Escuela de Derecho de la Universidad de Chile, Vargas Rosas se decidió definitivamente por el arte y pasó a la de Bellas Artes, donde siguió cursos libres entre el citado año y 1919; allí tuvo como profesores a los pintores Juan Francisco González, Pedro Luna y José Caracci.
Vargas Rosas partió a Europa en 1919, donde visitó  Italia —en Florencia permanecerá un año—, Alemania y Francia; también visitó Austria, Suiza, España y Bélgica. En el Viejo Continente aprovechó de perfeccionar su arte: estudió en las academias Hoffman (Múnich), Colarossi (fundada por el italiano Filippo Colarossi, esta escuela de arte por la que pasaron famosos pintores quedaba en la calle Grande-Chaumière 10, Montparnasse, París) y de la Grande Chaumière (en el n.º 14 de la citada vía). Conoció a Pablo Picasso, Fernand Léger y Giorgio de Chirico; el poeta Vicente Huidobro le presentó a Juan Gris y Jean Arp.
Regresó a Chile en 1923 y al año siguiente fue uno de los fundadores del grupo Montparnasse (1924-1930), junto con un grupo de amigos pintores entre los que se contaba Enriqueta Petit, con quien se casó en 1927 (Huidobro fue el padrino de boda).
Partió nuevamente a París, donde estudió grabado con William Hayter en el Atelier 17. La pareja Vargas Rosas-Petit regresó a su país en 1939, con el estallido de la Segunda Guerra Mundial. Tras el Terremoto de Chillán de 1939, es parte del proceso de reconstrucción de la ciudad, colaborando con David Alfaro Siqueiros, en la creación de los Murales de la Escuela México.
En Chile enseñó y en 1946 fue nombrado director del Museo Nacional de Bellas Artes (MNBA), cargo que ocupó hasta 1970.
Como pintor, participó en numerosísimas exposiciones colectivas, tanto en Chile como en otros países, entre las que figuran los diversos salones (oficiales, de primavera, de invierno) que se organizaban en Santiago, incluidos los dos que hubo de los montparnassianos en la casa de remates Rivas y Calvo, así como también algunos parisinos (en el de las Tullerías los años 1928, 1929 y 1930 y el de Surindépendants en 1928, 1929 y 1930). Expuso también en Estados Unidos, en varias bienales de Sao Paulo, en Argentina y España. Tuvo asimismo varias muestras individuales.
Fue reportero gráfico de Zig-Zag durante años, corresponsal de la revista Life, funcionario de la Escuela de Bellas Artes y del Ministerio de Relaciones Exteriores y relacionador público de la Empresa Nacional del Petróleo.
Falleció en Santiago siete años más tarde. Sobre el periodo de su vida, Petit diría en una entrevista a la revista Paula en junio de 1977: “Ya no estamos vinculados al arte, vivimos enfermos, no vamos a ninguna parte. No se atraven a venir, porque Lucho les dice que está mal y que no los puede recibir. Yo tampoco hago nada, no puedo escribir ni pintar, porque tengo las manos malas”.

## El artista

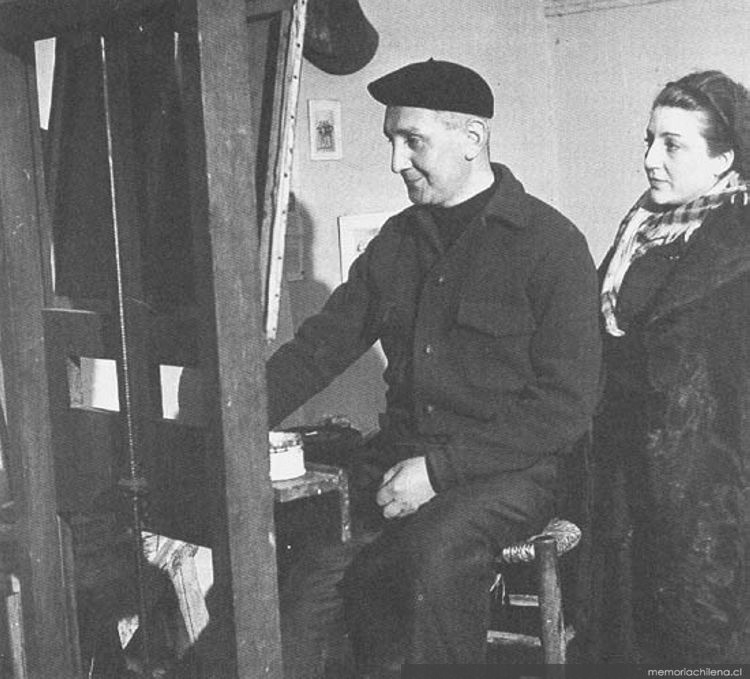
Vargas Rosas con su esposa Enriqueta Petit en su estudio de París, 1927

Su viaje a Europa fue decisivo para su arte: allí se familiarizó con las vanguardias que más tarde contribuiría a introducir en Chile: el expresionismo, el cubismo y el arte abstracto. 
El primer fruto de esta influencia europea fue la fundación del grupo Montparnasse, junto con sus amigos José Perotti, Enriqueta Petit (que más tarde se convertiría en su esposa) y los hermanos Julio y Manuel, y la apertura de la homónima Academia Libre. Los pintores del grupo fueron centro de la atención en el Salón de Bellas Artes de Santiago en 1925. Vargas Rosas fue alma y líder del grupo, en cuya fundación tuvo un papel fundamental el conocimiento que de la obra de Paul Cézanne hicieron en Europa Vargas Rosas, Petit y Camilo Mori. Aquel histórico salón de junio celebrado en la casa de remates Rivas y Calvo (Santiago), donde se expusieron naturalezas muertas y desnudos —"el Primer Salón de Arte Libre"—, causó un gran revuelo y "marcó el punto de partida de los profundos cambios que experimentó la plástica chilena". Esta muestra era, en realidad, la segunda que realizaba el grupo; la primera había sido inaugurada en el mismo local el 2 de junio de 1923.
Pero impulsar las nuevas tendencias no era fácil y "los pintores fueron rechazados por el círculo cultural de la época. Nadie compró sus cuadros y fueron acusados de degenerar el arte". Solo su antiguo maestro, Juan Francisco González, los incentivó a seguir", y el escritor Juan Emar, quien como crítico se integró en el grupo, defendió a sus amigos desde la sección Notas de Arte del diario La Nación, que pertenecía a su padre, Eliodoro Yáñez.
Vargas Rosas colaboró como dibujante de la página de arte de La Nación, primera tribuna del arte de vanguardia. Ilustró una obra sobre historia de Chile escrita por Agustín Edwards Mac-Clure, con retratos y escenas históricas, que fue publicada en Londres en 1928 (probablemente My Native Land. Panorama, Reminiscences, Writers and Folklore). Trabajó asimismo en la decoración de la Escuela de México de Chillán con el muralista mexicano David Alfaro Siqueiros.

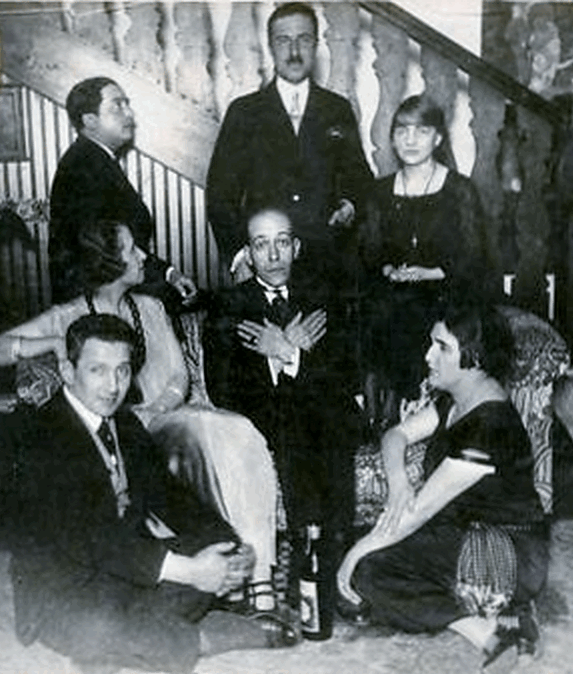
Vargas Rosas y Mina Yáñez (suelo), Juan Emar (centro), Joaquín Edwards Bello, Henri Hoppenot y Sara Malvar.

Cuando volvió a Europa en 1925 Vargas Rosas se lanzó de lleno a la vida artística participando en exposiciones, actos culturales y revistas de vanguardia; fue también miembro grupo internacional Abstracción-Creación y trabajó en el célebre Taller 17 del británico William Hayter, donde estuvieron muchos famosos pintores, entre ellos otro chileno, Roberto Matta. Al año siguiente, Petit se le unió en París y en 1927 se casaron. Colaboró en el montaje del pabellón de la Segunda República Española en la Exposición Internacional de París de 1937. Organizó en diversos países de Europa muestras de pintura francesa contemporánea; la última de ellas la de Estocolmo, que reunió a todos los artistas franceses antes de declararse la guerra. Vargas Llosa escribió para la revista de arte sueca Konstrevy, de la que fue corresponsal en París.
De regreso en Santiago, impulsó el arte de las vanguardias; fue profesor y en 1944, dos años antes de ser nombrado director del Museo Nacional de Bellas Artes, organizó la primera exposición de arte abstracto en el país, con un muestra de sus obras en la Universidad de Chile.
Al asumir la dirección del MNBA, dejó prácticamente de pintar y "su gestión fue conservadora". “Aunque se adquirieron muchas obras del grupo Montparnasse, pocas se expusieron. Tuvo algunos gestos, como la primera exposición de arte moderno que se hizo en Chile, en los 50, con obras del Pompidou o la exposición De Manet a nuestros días, de 1968. Las preguntas quedan dando vueltas: por qué quedó aislado, por qué se transformó en funcionario de un museo, por qué casi nadie adquirió su obra, por qué nunca formó escuela”, señalaba en 2011 Ramón Castillo, director de la Escuela de Arte de la Universidad Diego Portales.

### Evolución artística
La obra de Luis Vargas Rosas —que "se centró principalmente en naturalezas muertas, bodegones y algunos paisajes"— tuvo un gran evolución que va desde la tradición de la pintura decimonónica de su profesor Juan Francisco González hasta el arte vanguardista como el cubismo y la abstracción.
Ya tras su primera estadía en Europa, el lenguaje pictórico de Paul Cézanne se reflejó en sus temas preferidos, lo que se tradujo en "la plasticidad de los volúmenes y el especial tratamiento cromático de los objetos, con predominio de los tonos oscuros, un temprano cubismo que constituyó la principal base en que se sostuvo la renovación propugnada por el grupo Montparnasse".
Desde los años 1930, "su estrecha vinculación con la Escuela de París le aproximó a propuestas más avanzadas, en las que el arte figurativo comienza a perder peso para dejar paso a un cubismo de formas cada vez más cercanas a la abstracción". El acuario marcó el punto de inflexión hacia este nuevo estilo', que dominó en pinturas posteriores Ritmo vegetal, Huesos y El viento ordena el paisaje.
De una etapa que se podría calificar de postimpresionista (años 1920) pasó a una de transición en la que "sus bodegones fueron perdiendo densidad y consistencia; un cubismo mitigado sustentaba las formas que, mediante el color y la luz, adquirieron un aspecto vago y sugerente".
Con posterioridad a 1934, la influencia del pintor y grabador William Hayter fue decisiva. El acuario constituye el "punto de partida de toda su obra posterior" en la que "las formas perdieron casi su referencia a lo real y el pintor plegó la composición al dominio de una decidida voluntad rítmica (Cielos de España)". De regreso en Chile, "vuelve a impresionarlo el paisaje y surgen entonces obras completamente abstractas (Ritmo vegetal y El viento ordena el paisaje)".
El curador Ramón Castillo sostiene que "todos los chilenos que estuvieron en París se acercaron a lo abstracto, pero siempre desde la realidad. El único deliberadamente abstracto fue Vargas Rosas, mucho antes que Matta".
David Hugues, que dirigió durante 25 años la galería londinense de arte moderno Withford and Hugues, comentaba en 2011: “A los chilenos no les gusta la figura abstracta y no se dan cuenta de que Vargas Rosas es un individuo único, que está a la par de los abstractos como Mondrian o Kandinsky. Incluso, tiene elementos hacia el surrealismo, una paleta más suelta y de más colores”.
Su obra es numéricamente escasa y el MNBA que dirigió cuenta con 4 cuatro óleos y una acuarela; el resto está repartido principalmente en colecciones particulares.

## Exposiciones individuales
- Museo Nacional de Bellas Artes, Santiago de Chile, 1930
- Casa Central de la Universidad de Chile, Santiago, 1944: primera exposición de arte abstracto en el país
- Sala CYDEP, Empresa Nacional del Petróleo, Santiago, 1973
- Luis Vargas Rosas. Retrospectiva, Casa de la Cultura del Ministerio de Educación, Santiago, 1974
- Galería Stuart: 15 acuarelas, bosquejos preliminares que Vargas Rosas hacía antes de pintar sus óleos; Providencia, Santiago, 2011